# Romane Temessek
Romane Temessek (19 febbraio 2009) è una nuotatrice artistica francese.

## Biografia
Ha esordito sulla scena internazionale ai Campionati mondiali giovanili di nuoto artistico nel 2023, disputati a Atene, in Grecia, dove ha ottenuto importanti risultati: ha vinto la medaglia d’oro nella gara individuale programma libero con un punteggio di 261.6123 il 2 settembre, e si è classificata quinta sia nella gara a squadre programma libero (258.7097 punti), sia nel duo femminile programma libero (247.2616 punti).
Nel 2024 ha gareggiato alla Coppa del Mondo di nuoto artistico nella tappa di Parigi, concludendo al quinto posto nella gara a squadre programma tecnico con 233.0584 punti.
Nel 2025 ha ottenuto numerosi piazzamenti nelle tappe della Coppa del Mondo. Il 28 febbraio ha partecipato alla tappa francese, classificandosi quarta nel duo femminile programma tecnico con 253.2692 punti e ottava nel solo tecnico con 211.6375 punti. Il 1º marzo ha poi ottenuto il quarto posto nella gara a squadre programma tecnico con 254.4716 punti.
Successivamente, ha preso parte alla tappa canadese della Coppa del Mondo, disputata a Markham il 1º e 2 maggio. In quell’occasione ha ottenuto il quinto posto nella gara a squadre programma tecnico (262.0724 punti), l’ottavo posto nel solo tecnico (221.6142 punti) e il sesto posto nel duo tecnico con un punteggio di 260.0458.
Nel giugno dello stesso anno ha conquistato la medaglia di bronzo nella gara a squadre programma tecnico ai Campionati europei di nuoto artistico di Funchal.

## Palmarès
- Europei

Funchal 2025: bronzo nella gara a squadre (programma tecnico)
- Campionati mondiali giovanili di nuoto artistico

Atene 2023: oro nel solo libero